# Panurginus albopilosus
Panurginus albopilosus is een vliesvleugelig insect uit de familie Andrenidae. De wetenschappelijke naam van de soort is voor het eerst geldig gepubliceerd in 1846 door Lucas.